# Y-wing
Y-wing – jeden z typów myśliwców kosmicznych występujących w świecie Gwiezdnych wojen.
Myśliwce tego typu były bardzo popularne w całej Galaktyce. Uzbrojenie - na które składały się pod laserowe, podwójne działko jonowe umieszczone w obrotowej wieżyczce oraz dwie wyrzutnie torped protonowych z zasobnikiem na 10 pocisków - zapewniało Y-wingom znaczącą siłę ognia. Pola siłowe tych myśliwców także były dość mocne. Znaczącą wadą tego typu maszyn były niska prędkość maksymalna i słaba zwrotność, w większości akcji Y-wingi musiały więc operować wspólnie z X-wingami. Standardowo myśliwce typu x-wing oczyszczały drogę y-wingom, by te mogły swobodnie zbombardować dany cel. Niektóre wersje były 2-osobowe (pilot i strzelec).
Z początku to właśnie Y-wingi stanowiły trzon floty Rebelii. Później do służby weszły jednak bardziej uniwersalne X-wingi. Eskadry tych maszyn walczyły wspólnie w bitwach o Yavin (do bazy powróciła wtedy tylko jedna jednostka tego typu) oraz o Endor. Y-W były już jednak w tym okresie jednostkami mocno przestarzałymi - już przed drugą z wymienionych bitew dowództwo Sojuszu zadecydowało o ich wymianie na B-wingi. Z powodu problemów z masową produkcją i zaopatrzeniem zamienników, pojedyncze egzemplarze Y-wingów brały jednak udział w walkach jeszcze podczas ofensywy Thrawna, a nawet inwazji Yuuzhan Vongów.